# Guillaume de Villon
Guillaume de Villon, né vers 1405 et mort en 1468, était clerc du diocèse de Langres et chapelain de Saint-Benoît-le-Bétourné à Paris.
Il est surtout connu comme tuteur de François de Montcorbier, qui adopte le nom de son « plus que père » en s'appelant François Villon. 
Maître ès arts, bachelier en décret, Guillaume de Villon est titulaire d’une des chapelles et jouit depuis 1429 des revenus attachés à ce bénéfice, il possède plusieurs maisons qu’il loue. Il est aussi professeur de droit et représente la communauté comme procureur. 
Ses relations et son crédit aideront le poète Villon à se tirer de « maints bouillons». Il se charge de son instruction première, puis l'envoie faire des études à la faculté des arts de Paris afin qu'il accède au statut privilégié de clerc.